# Конк

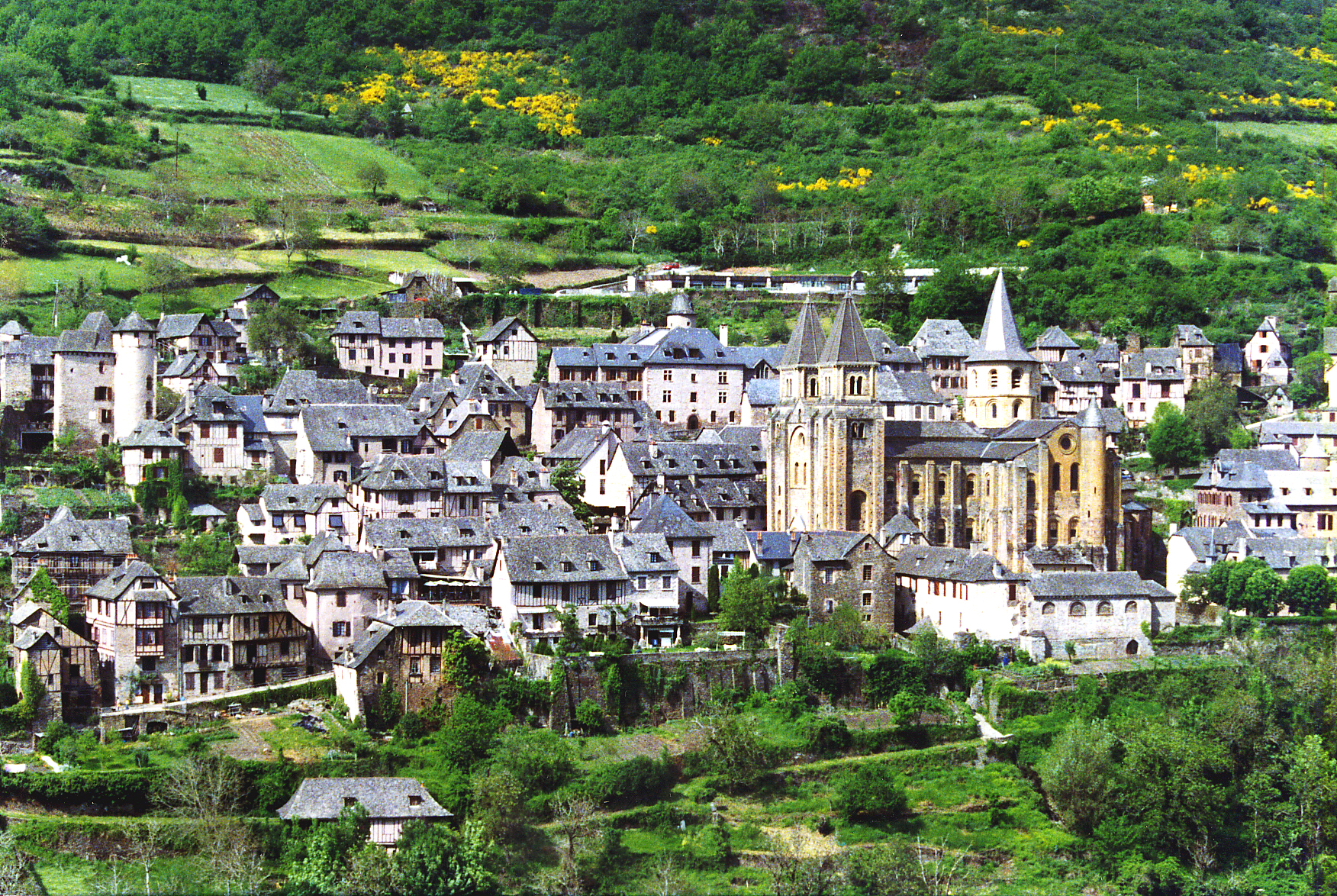
Общий вид древнего Конка

Конк (фр. Conques, окс. Concas) — коммуна во французском департаменте Аверон с населением ок. 300 жителей. В Средние века — город в графстве Руэрг, живописно расположенный на склоне высокого холма на паломническом пути святого Иакова. Входит в Ассоциацию самых красивых деревень Франции.
Средневековых паломников в Конк привлекала святыня — мощи святой Фе, — которые, по легенде, монахи украли из Ажена. Церковь аббатства, где почивают эти мощи, выстроена в XI—XII веках в романском стиле и представляет собой образец монастырской архитектуры того времени.
В 1424 году она была закрыта, городок захирел и строительство в нём почти прекратилось. В XIX веке этот уголок Средневековья заново открыл для ценителей истории Проспер Мериме.